# Hieracium fendleri
Hieracium fendleri ist eine Pflanzenart aus der Gattung der Habichtskräuter (Hieracium) innerhalb der Familie der Korbblütler (Asteraceae). Sie kommt in den südlichen und westlichen USA und Zentralamerika vor.

## Beschreibung

### Vegetative Merkmale
Hieracium fendleri ist eine krautige Pflanze, die Wuchshöhen von 8 bis 40 Zentimetern erreicht. Die aufrechten Stängel sind mit feinen und rauen 0,2 bis 0,5 Zentimeter langen Haaren besetzt und haben eine drüsig und sternartig behaarte Basis.
An der Stängelbasis befinden sich drei bis acht, gelegentlich auch mehr grundständige Laubblätter, während sich am Stängel keine oder bis zu drei Laubblätter befinden. Die Blattspreite ist bei einer Länge von 2 bis 7 Zentimetern sowie einer Breite von 1,2 bis 4 Zentimetern elliptisch oder oval bis verkehrt-lanzettlich oder lanzettlich mit keilförmiger Spreitenbasis und abgerundeter oder spitz zulaufender Spreitenspitze. Die Spreitenränder sind ganzrandig oder gezähnelt. Sowohl die Blattunterseite als auch die Blattoberseite sind meist glauk und mit 0,1 bis 0,3 Zentimeter langen, feinen und rauen Haare besetzt.

### Generative Merkmale
Die Blütezeit erstreckt sich von Mai bis in den September hinein. Der mehr oder weniger schirmrispenartige Gesamtblütenstand enthält meist zwei bis fünf, gelegentlich auch mehr körbchenförmige Teilblütenstände. Der Blütenstandsschaft ist meist sternartig, seltener auch drüsig behaart. Das bei einem Durchmesser von 1 bis 1,5 Zentimetern zylindrische bis glockenförmige Involucrum enthält 13 bis 16, gelegentlich auch mehr an der Unterseite rau drüsig behaarte Hüllblätter mit mehr oder weniger zugespitzter Spitze. Die Blütenkörbchen enthalten 15 bis 30 Zungenblüten. Die blass gelben bis gelblich weißen Zungenblüten sind 0,7 bis 1,3 Zentimeter lang.
Die Achänen sind bei einer Länge von 0,5 bis 0,7 Zentimetern krugförmig. Der Pappus besteht aus 50 bis 60 strohfarbenen Borstenhaaren, welche 0,5 bis 0,8 Zentimeter lang sind.
Die Chromosomenzahl beträgt 2n = 18.

## Vorkommen
Das natürliche Verbreitungsgebiet von Hieracium fendleri erstreckt sich von den südlichen und westlichen USA über Mexikos bis nach Guatemala. Es umfasst dabei die US-Bundesstaaten Arizona, Colorado, Nevada, New Mexico, Texas, Utah und Wyoming.
Hieracium fendleri gedeiht in Höhenlagen von 1400 bis 2900 Metern in Kiefernwäldern sowie in der Nähe von Quellen.

## Taxonomie
Die Erstbeschreibung als Hieracium fendleri erfolgte 1864 durch Carl Heinrich Schultz in Bonplandia, Band 9, Nummer 12, Seite 173. Synonyme für Hieracium fendleri Sch.Bip. sind Chlorocrepis fendleri (Sch.Bip.) W.A.Weber, Crepis ambigua A.Gray, Heteropleura fendleri (Sch.Bip.) Rydb. sowie Hieracium arsenia Blake.